# Memory Brick
Memory Brick is een street-artproject dat plaatsvindt in de binnenstad van de Nederlandse stad Gorinchem.

## Beschrijving
Bricksy, een anonieme Gorcumse kunstenaar die met zijn naam verwijst naar de eveneens anonieme Britse kunstenaar Banksy, vervaardigde stenen van doorzichtig epoxy-hars met daarin nostalgische of vervreemdende voorwerpen. Geïnspireerd door een bezoek aan Salzburg, waar hij een in het asfalt vastgeraakt cassettebandje van Roy Orbison aantrof, besloot hij dit concept thuis uit te werken en ruim 40 straatstenen, op soms lastig te vinden plekken, binnen de Gorcumse Vesting te vervangen door zijn Memory Bricks. Deze bricks werden verankerd in een laagje beton geplaatst tussen de reguliere bestrating. Op diverse plaatsen in Gorinchem is een Memory-Brick Stadsspeurtocht gratis af te halen.

## Overzicht
| Nummer               | Omschrijving                                                      |
| -------------------- | ----------------------------------------------------------------- |
| MB#00                | Fotorolletje met stukje ontwikkelde film                          |
| MB#01                | Cassettebandje Elvis Presley-gospels                              |
| MB#02                | Tienguldenbiljet uit 1968                                         |
| MB#03                | Potlood                                                           |
| MB#04                | Tandenborstel                                                     |
| MB#05                | Twee plastic wasknijpers                                          |
| MB#06                | Pikachu in Ministeck                                              |
| MB#07                | Mobiele telefoon Ericsson A1018                                   |
| MB#08                | Speelgoedzweefvliegtuigje                                         |
| MB#09                | Haring                                                            |
| MB#10                | Scrabblestenen die 'keep your head up' spellen                    |
| MB#11                | Verzameling postzegels                                            |
| MB#12                | Volle asbak met groene Bic-aansteker                              |
| MB#13                | Vijfguldenbiljet uit 1973                                         |
| MB#14                | Pakje sigaretten met aansteker                                    |
| MB#15                | Printplaat van een computer                                       |
| MB#16                | Doosje Zwaluw-lucifers                                            |
| MB#17                | Speelgoedgraafmachine                                             |
| MB#18                | Pim-pam-petspel. Opgave is 'Jongensnaam'. Gedraaide letter is 'R' |
| MB#19                | 'MAB 1000'                                                        |
| MB#20                | Grote gloeilamp                                                   |
| MB#21a, b en c       | Kunstgebit; linkerkunstoog; rechterkunstoog                       |
| MB#22a en b          | Stopcontact; stekkerblok                                          |
| MB#23a en b          | Visspel; speelgoedhengels                                         |
| MB#24                | Bogglespel, de letters spellen 'stop vandalisme nu'               |
| MB#25                | Blokhaak                                                          |
| MB#26                | Hondenkluif                                                       |
| MB#27                | Diskettebox met diskettes                                         |
| MB#28                | Goudkleurig kwartshorloge                                         |
| MB#29                | Muizenval met gevangen muis                                       |
| MB#30a en b          | Draaischijftelefoon; telefoonhoorn met krulsnoer                  |
| MB#31                | View-Master met schijf 219 (Hollywood, Californië)                |
| MB#32                | Joystick                                                          |
| MB#33                | Muntgeld uit het guldentijdperk                                   |
| MB#34                | Speelgoedskelet                                                   |
| MB#35                | Beveiligingscamera                                                |
| MB#36                | Video 2000-band                                                   |
| MB#37                | Speelgoed man met kantmaaier en kruiwagen                         |
| MB#38                | Chiquita-bananenschil                                             |
| MB                   | Pc-toetsen die 'keep your head up' spellen                        |
| #Bonusbrick          | Duizendguldenbiljet uit 1972                                      |
| #MondkapjeBonusbrick | Wegwerp-mondkapje                                                 |
| Memorial Brick       | Milkshake-beker met rietje                                        |

## Afbeeldingen

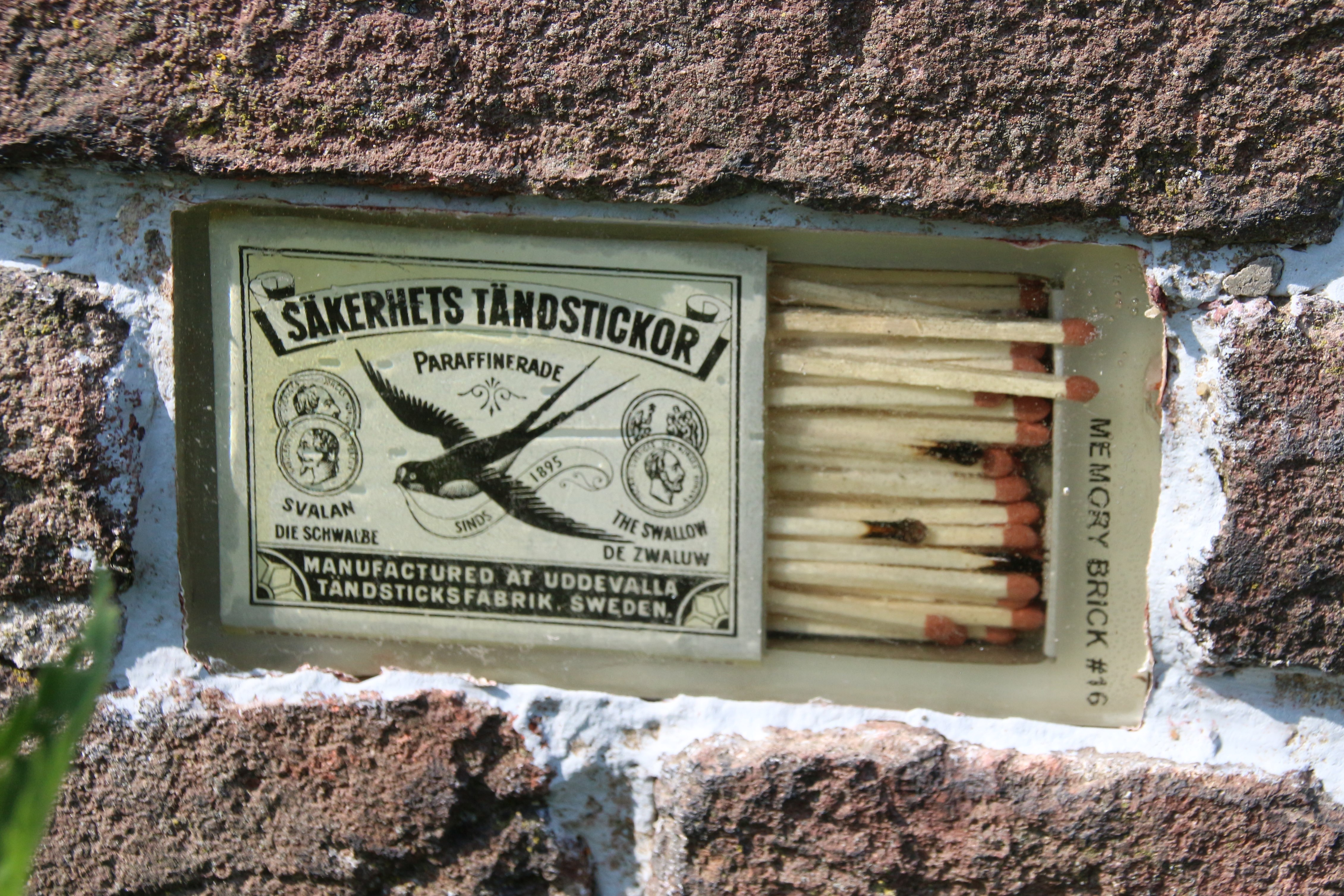
MB#16
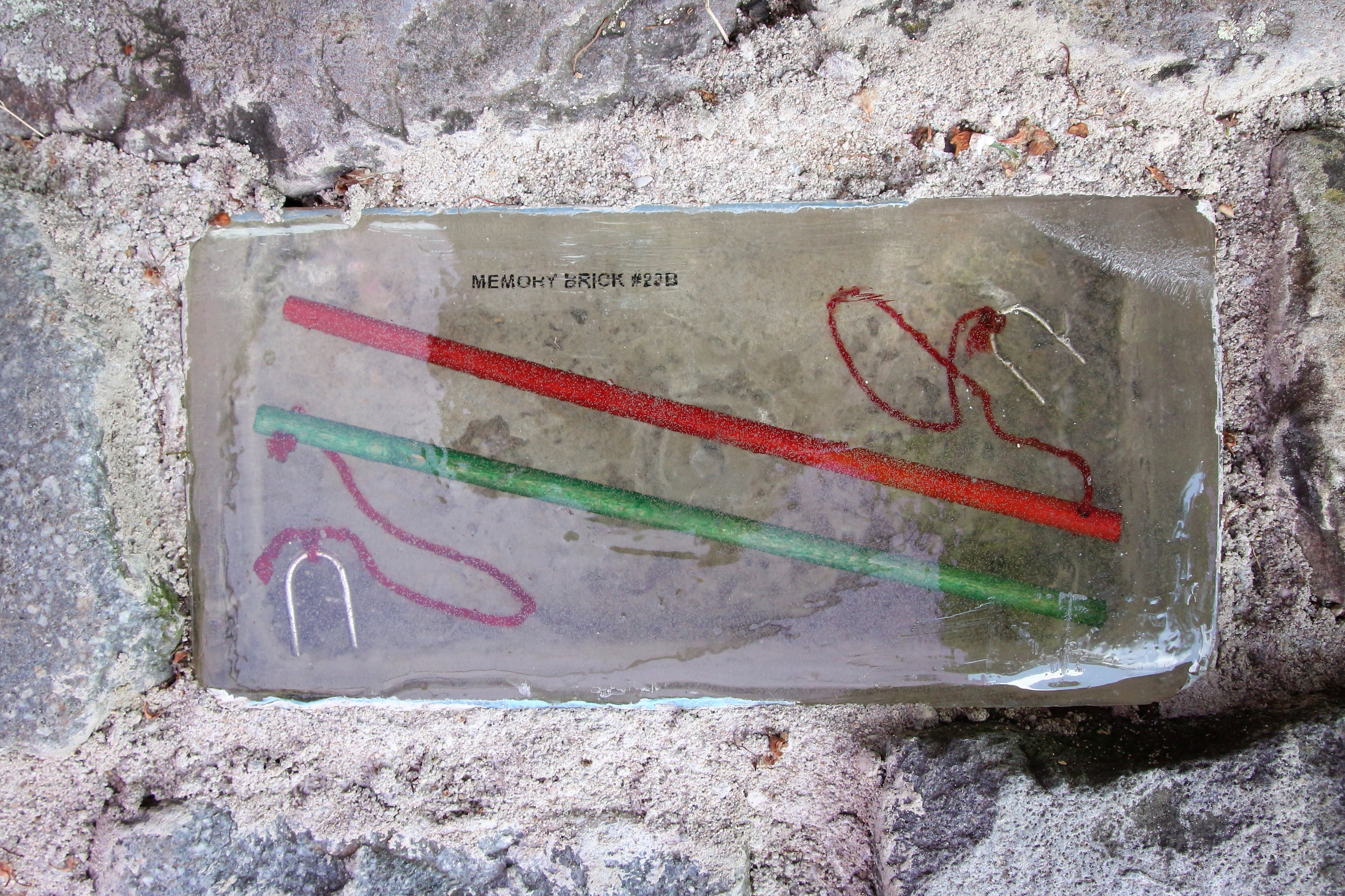
MB#23b
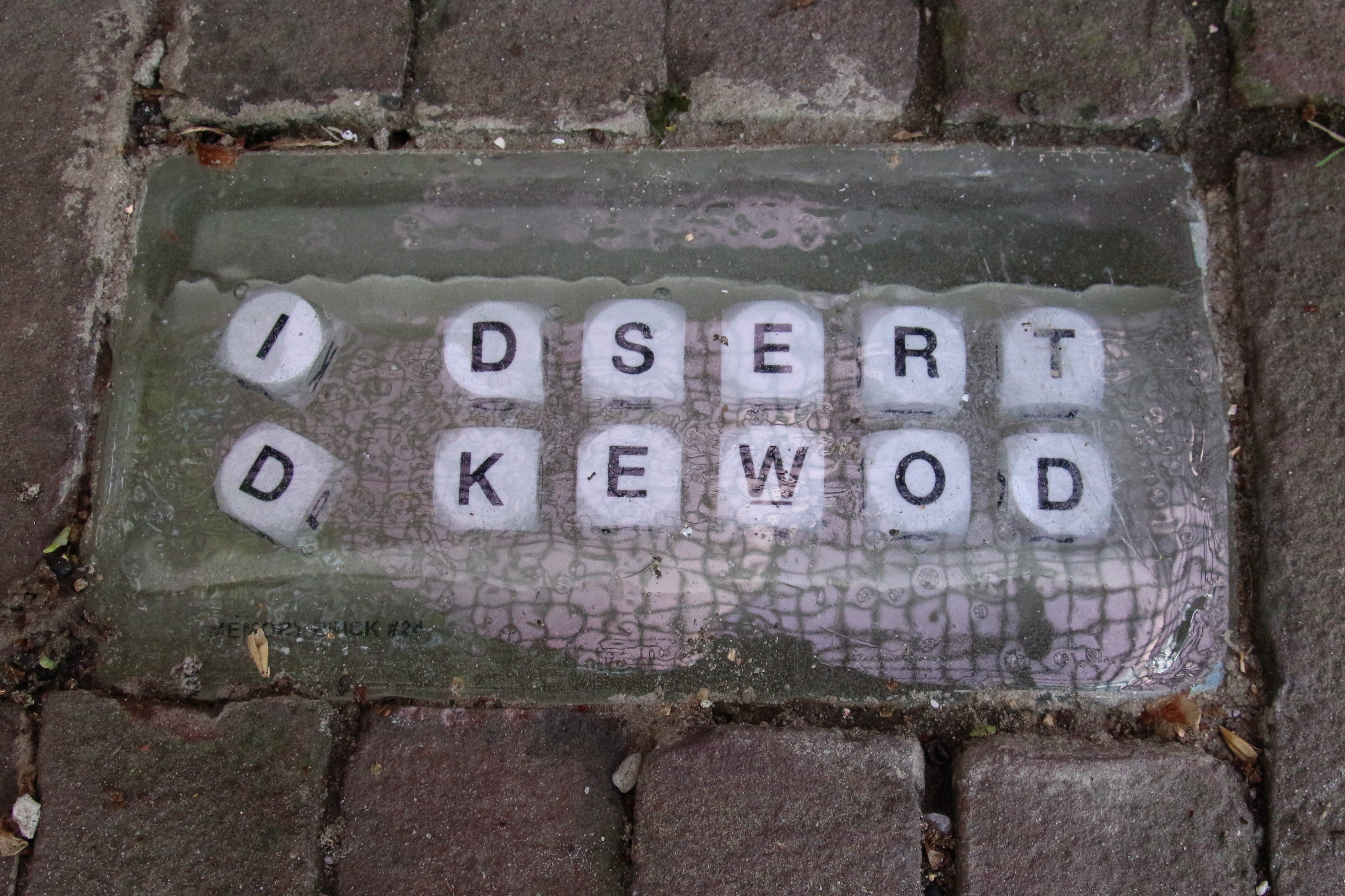
MB#24 (verdwenen versie)
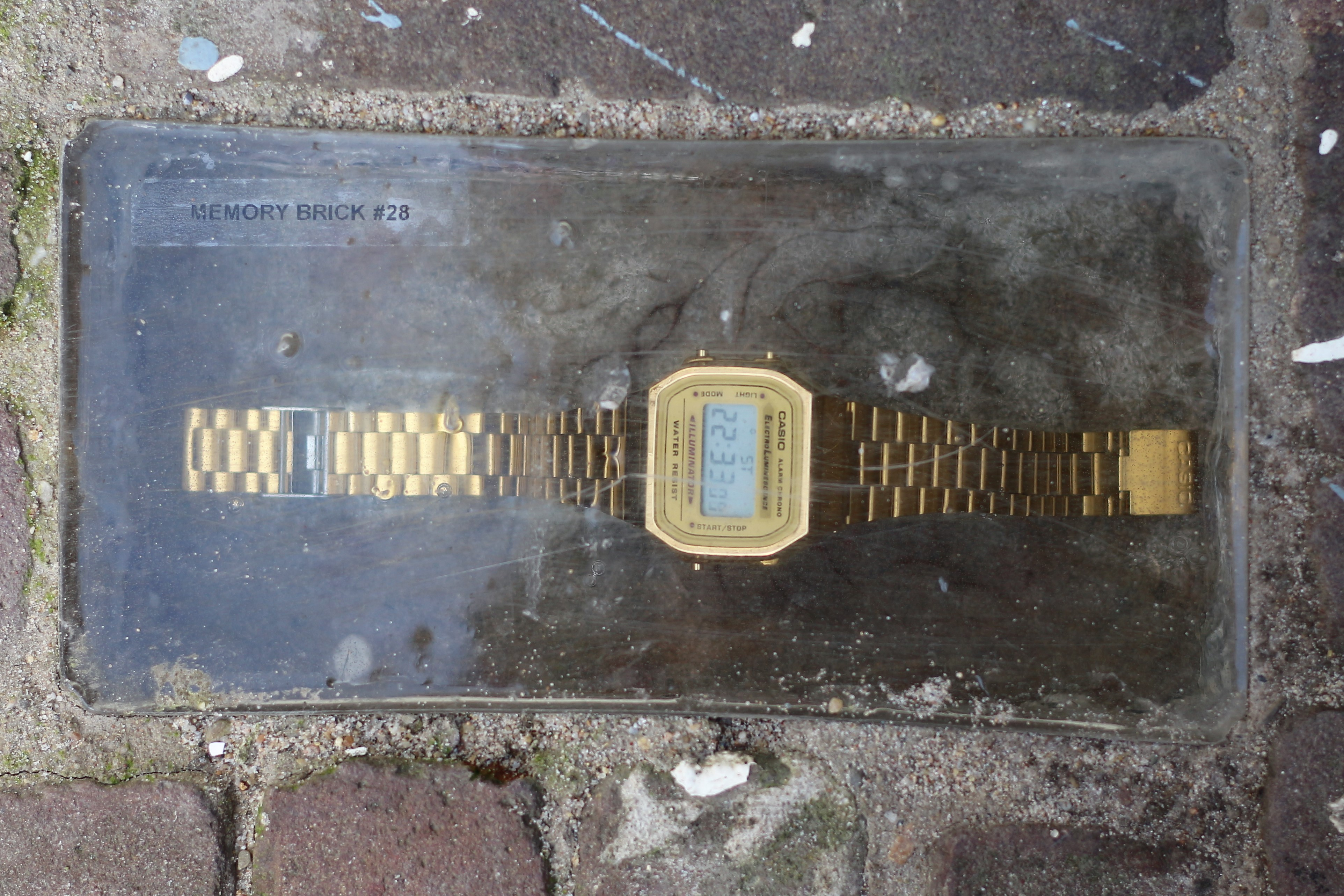
MB#28
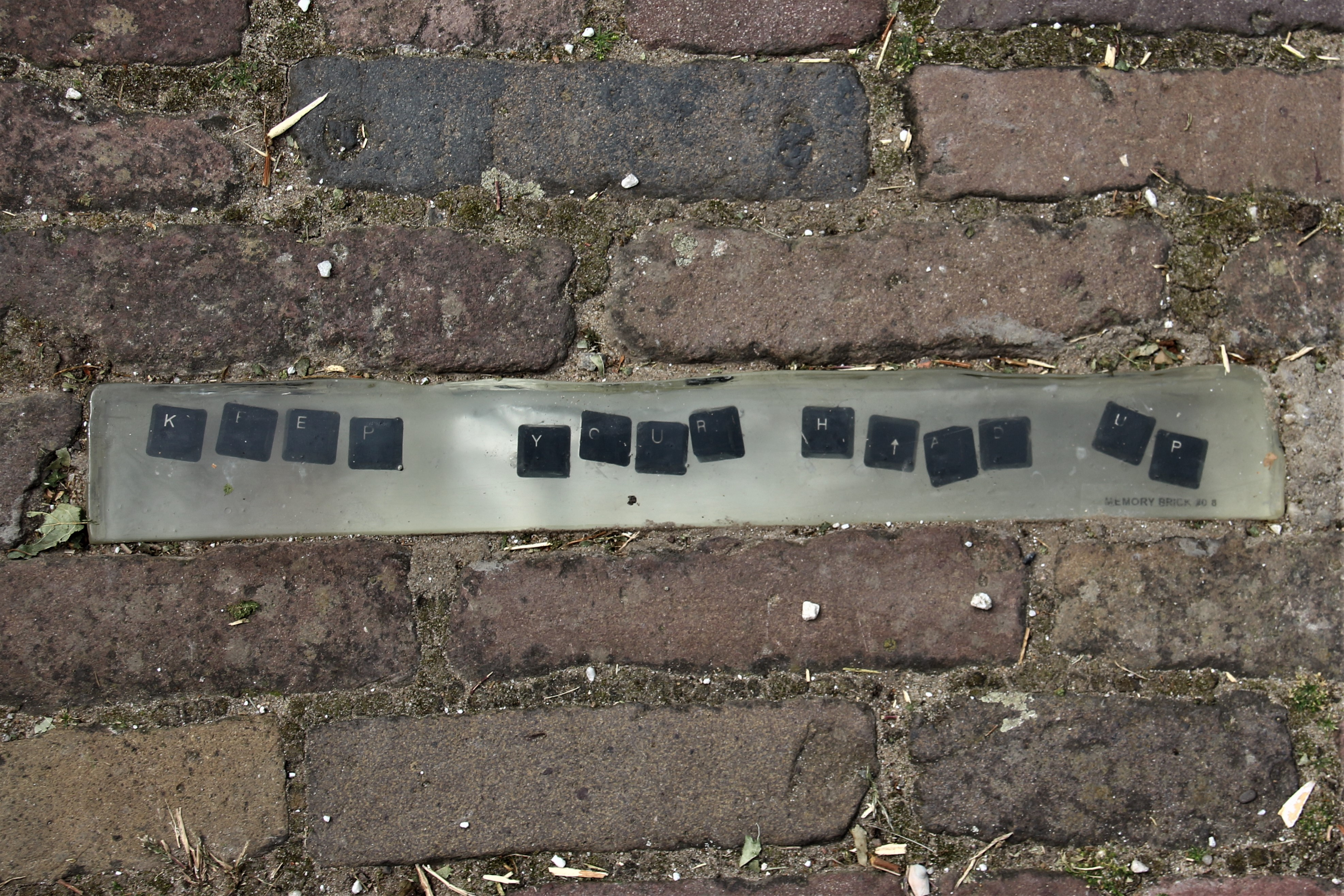
MB#ongenummerd (met tekst nog leesbaar)

## Bijzonderheden
- De kunstenaar plaatst zijn stenen onder het pseudoniem 'Feek Bestratingen'.
- Twee van de Memory Bricks zitten niet in de straat, maar in een muur verwerkt. Eén brick ligt buiten de vestingmuren en een andere is geplaatst in een constructie.
- De gloeilamp, MB#20, licht op in het donker, net als een aantal van de andere bricks.
- De ongenummerde brick had eerst #08, maar de tekst is onleesbaar geworden en deze is daarom later uit de lijst verwijderd en vervangen door het zweefvliegtuigje dat daarvoor vanwege een fout niet genummerd was.
- MB#24 lag eerst op een iets andere locatie, maar is daar door onbekende oorzaak verdwenen. Later is deze brick in een veranderde uitvoering op zijn nieuwe plek herplaatst.
- Begin 2019 was er een kleine expositie in de 'Kamer van de Tussentijd' in het Gorcums Museum waar het materiaal van de kunstenaar werd getoond alsook Memory Brick #38 voordat deze geplaatst werd.
- Voor de verschillende Memory Bricks werd in totaal 86 liter transparante epoxy-hars, 142 kg snelbeton en 5,70 meter gipsprofiel gebruikt.
- Op 1 juli 2019 werd de laatste genummerde Memory Brick geplaatst en werd een pallet vol met de verwijderde straatstenen teruggegeven aan de gemeente Gorinchem.
- Ondanks dat de officiële laatste brick in juli van dat jaar was geplaatst kwam in december 2019 het onverwachte bericht dat er, ter ere van het behalen van duizend volgers op de Facebookpagina,[1] een bonusbrick was geplaatst. Op deze Facebookpagina worden al sinds het begin van het project nieuws en tips gedeeld over de diverse bricks en hun vindplaats.
- Tijdens de coronacrisis in Nederland werd in februari 2021 op veler verzoek een mondkapje als bonusbrick geplaatst.
- In de zomer van 2021 werd, als dank voor het jarenlange vermaak en vele werk, door een aantal van zijn grootste liefhebbers een zogenaamde Memorial Brick geplaatst.